# Vuelo 2303 de China Northwest Airlines
El vuelo 2303 de China Northwest Airlines fue un vuelo doméstico chino de Xi'an a Guangzhou, China. El 6 de junio de 1994, un Tupolev Tu-154M, se fracturó en vuelo y se estrelló como resultado de un mal funcionamiento del piloto automático lo que causó violentas sacudidas propiciando unas sobrecarga del fuselaje. Las 160 personas a bordo perecieron. Se cree que la causa del accidente se debió a un fallo de mantenimiento. En 2022, permanece como el accidente aéreo con mayor número de muertes en la China continental.

## Aeronave
La aeronave fue un Tupolev Tu-154M (registro B-2610, fabricación 86A740, número de serie 0740) que fue entregado por la Planta de Aeronaves de Kuibyshev (KuAPO) el 22 de diciembre de 1986, y fue inmediatamente transferido a la Administración de Aviación Civil de China (CAAC). El 1 de julio de 1988, debido a una reorganización, la CAAC transfirió el avión a China Northwest Airlines. El avión contaba con tres motores turbofan Soloviev D-30KU-154-II procedentes de la Planta de Motores de Rybinsk. El mismo día del accidente, el avión contaba con 12.507 horas de vuelo en 6.651 ciclos de rotación.

## Pasajeros y tripulantes

### Tripulación
Los miembros de la tripulación de vuelo fueron el capitán Li Gangqiang, el segundo capitán Xin Tiancai, el primero oficial Yang Min, el piloto Zhang Nanjing y el ingeniero de vuelo Kang Youfa. Había también a bordo nueve tripulantes de la cabina de pasajeros.

### Pasajeros
De entre los pasajeros, 133 se trataban de ciudadanos chinos, cuatro procedían de Italia, tres habían tenían nacionalidad de Hong Kong, dos de los Estados Unidos (Mark Woodrum de Virginia Occidental y Mark Stole de Míchigan), uno procedía de Taiwán, dos de Indonesia, uno de Singapur, uno venía de Malasia, tres de Francia, uno de Canadá, tres de Corea del Sur, uno de Vietnam, y cinco tenían nacionalidad rusa.
| Nacionalidad   | Pasajeros | Tripulación | Total |
| -------------- | --------- | ----------- | ----- |
| China          | 119       | 14          | 133   |
| Italia         | 4         | 0           | 4     |
| Hong Kong      | 3         | 0           | 3     |
| Estados Unidos | 2         | 0           | 2     |
| Taiwán         | 1         | 0           | 1     |
| Indonesia      | 2         | 0           | 2     |
| Singapur       | 1         | 0           | 1     |
| Malasia        | 1         | 0           | 1     |
| Francia        | 3         | 0           | 3     |
| Canadá         | 1         | 0           | 1     |
| Corea del Sur  | 3         | 0           | 3     |
| Vietnam        | 1         | 0           | 1     |
| Rusia          | 5         | 0           | 5     |
| Total          | 146       | 14          | 160   |

## Accidente
El avión despegó del Aeropuerto Internacional de Xi'an Xianyang a las 8:13 del 6 de junio de 1994. En aquel momento, la climatología en Xi'an fue de precipitaciones, pero no lo bastante fuertes como para retrasar el vuelo. Después de que el avión abandonase el terreno, a los 24 segundos, la tripulación reportó que el avión estaba "flotando" y presentaba un sonido anormal, pero todavía manteniendo una velocidad de 400 kilómetros por hora (248,5 mph) con la potencia reducida. Tres minutos después del despegue, el avión sobrevoló la ciudad de Xi'an y viró hacia el sureste. Tras ello, el avión reportó vientos a veinte y treinta grados a las 8:16:24 y 8:16:58, respectivamente. A las 8:17:06, el avión fue incapaz de mantener el rumbo asignado. En ese momento el avión se encontraba sobre la población de Mingyu, Condado de Cheng'an, Provincia de Hebei. La tripulación conectó entonces el piloto automático que provocó que el avión se girase inesperadamente a la derecha. A las 8:22:27, la señal de entrada en pérdida comenzó a sonar, mientras el avión se movía a 373 kilómetros por hora (231,8 mph). El avión entonces se inclinó peligrosamente a la izquierda. El avión cayó de 4717 pies (1437,7 m) a 2884 pies (879 m) en 12 segundos a una velocidad de 747 kilómetros por hora (464,2 mph). A las 8:22:42, el avión se desintegró en el aire sobre los suburbios de la villa de Tsuitou, población de Mingyu. Todos los pasajeros y tripulantes a bordo de la aeronave fallecieron.
Los restos cayeron al sureste del aeropuerto, quedando esparcidos a lo largo de 18 millas (29,0 km) de campos. Los cuerpos de las víctimas fueron encontradas en su totalidad a las 21:00, la mayoría habían fallecido en el impacto.

## Investigación
La falta de mantenimiento del avión fue la causa probable de las secuencia de eventos que tuvieron lugar. La tarde anterior, el canal de cabeceo del piloto automático había sido conectado erróneamente al control de viraje del aparato, y el control de viraje a los controles de cabeceo durante un mantenimiento llevado a cabo en una instalación no aprobada.

## Consecuencias
Este y el accidente del vuelo 4509 de China Southwest Airlines en 1999, provocaron la decisión de China de retirar el Tupolev Tu-154. Todos los Tu-154 de China fueron retirados del servicio en 2002. En 2003 China Northwest Airlines se fusionó en  China Eastern Airlines. El número de vuelo 2303 usado en el vuelo accidentado todavía continúa en uso, ahora por parte de China Eastern Airlines, para su vuelo Xian-Guangzhou.